# Kurník

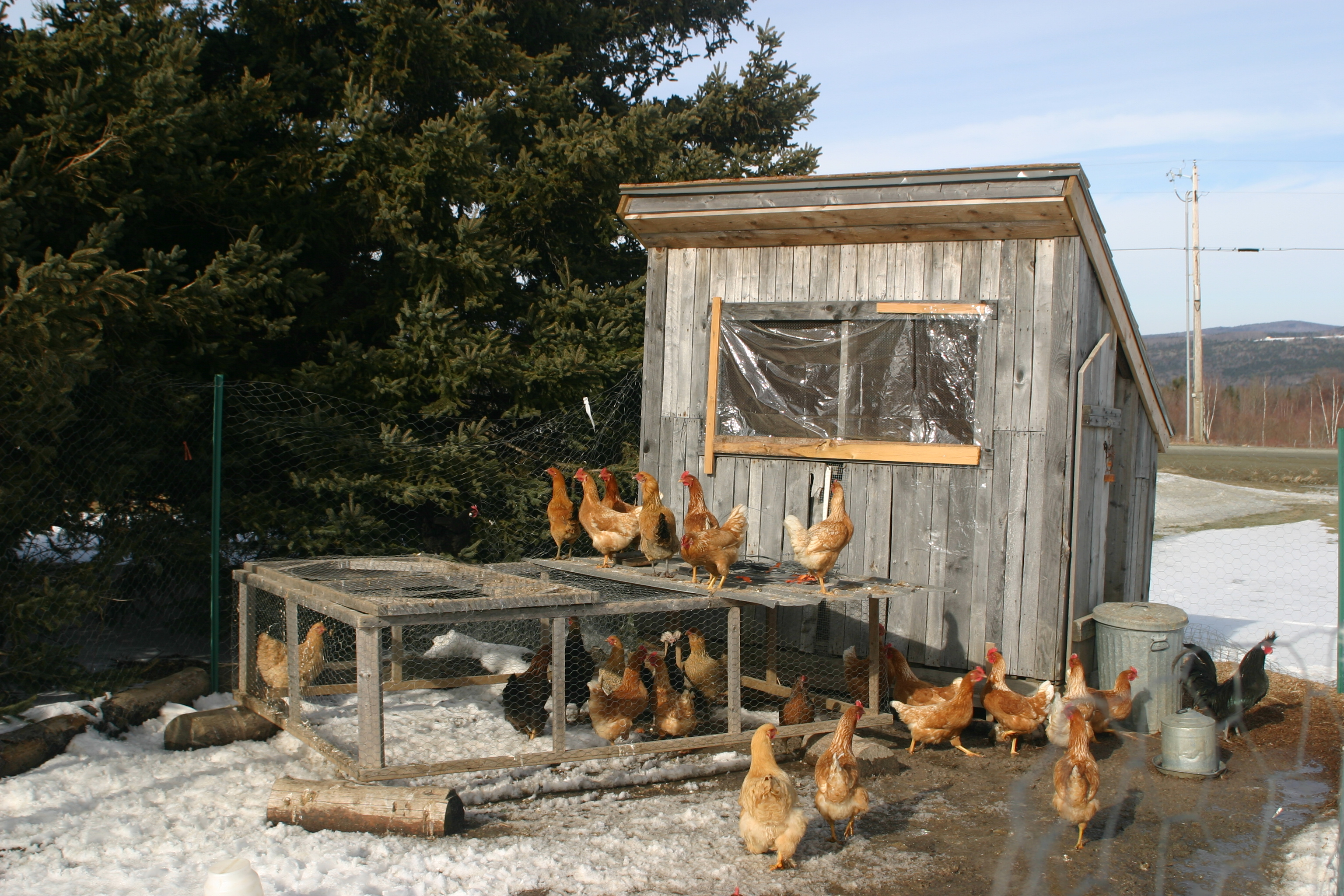
Jednoduchý kurník s otevřeným výběhem

Kurník je stavba (příbytek) pro přebývání slepic. Kurník může stát volně ve výběhu pro slepice, nebo může být situován jako místnost v domě. Správný kurník zahrnuje hřady, krmítko a hnízdo.

## Hnízdo
Je to místo, kam slepice snášejí vejce. Bývá vystlané slámou a někdy se do něho vkládá umělé vejce, které slouží slepicím jako orientace, kam mají snášet. Toto vejce se nazývá pokládek či podkladek.

## Krmítko
Krmítko může být dřevěné, kovové, někdy i plastové, většinou nádoba ve tvaru žlábku, do níž se sype potrava určená pro slepice (obilí, suché pečivo či rozšťouchané brambory, skořápky, granule). Nutná je zvláštní nádoba na vodu.

## Hřady
Hřad (někdy označován jako bidýlko) je lišta, na které se slepice hřadují (sedí v době spánku či odpočinku). Správný hřad je vybaven deskou, buď plechovou či dřevěnou, která slouží jako zachytávač slepičích exkrementů. Deska se vkládá pod hřad a lze vysouvat, aby se exkrementy daly snadno z kurníku vynést.

## Dvířka
Do kurníku jsou dva vstupy – vchodové dveře pro člověka – ošetřovatele a vchodová dvířka pro slepice. Tato dvířka by měla být zavírací, většinou na petlici, bývají i vysouvací (stejný systém jako stavidlo u rybníka). Tento systém zabezpečení je nezbytný pro ochranu slepic před škůdci – dravým ptactvem, liškami, kunami apod.